# Kriegsgräberstätte Idstein

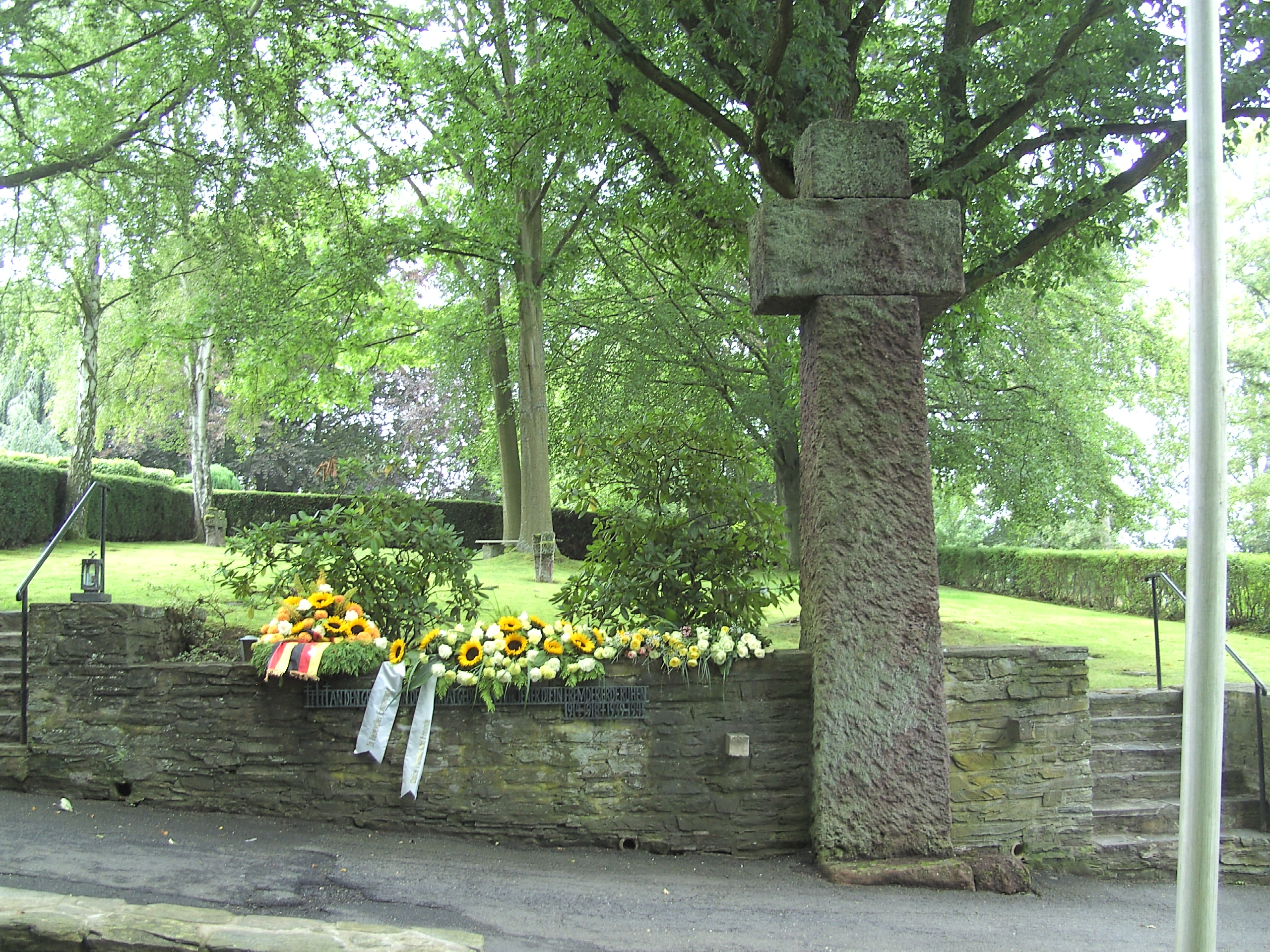
Idsteiner Kriegsgräberstätte

Die Kriegsgräberstätte Idstein auf dem kommunalen Friedhof Idstein, Hessen, wurde am 23. Juni 1957 eingeweiht. Hier fanden 244 Opfer der Weltkriege (sieben des Ersten Weltkriegs und 237 des Zweiten Weltkriegs) ihre letzte Ruhestätte. Von 234 Toten sind die Namen bekannt, zehn sind unbekannte Tote. Zehn Tote waren Zivilisten.

## Geschichte bis zum Ende des Zweiten Weltkrieges
In Idstein befanden sich im Zweiten Weltkrieg zwei Reservelazarette – eines im Schloss (Reservelazarett I) und eines im Kalmenhof (Reservelazarett II). Während man in den ersten Jahren des Zweiten Weltkrieges noch die Toten aus den Idsteiner Lazaretten in ihre Heimat überführte (bzw. auch Idsteiner Tote zurück nach Idstein), war das gegen Ende des Krieges wegen mangelnder Transportkapazitäten der Reichsbahn nicht mehr der Fall. Daher wurden die Toten der Lazarette dann auf dem Idsteiner Friedhof bestattet.
Die erste Bestattung eines nicht aus Idstein stammenden Toten ist am 1. Mai 1944 verzeichnet. Ab November 1944 wurden alle Toten der Idsteiner Lazarette in Idstein bestattet. Die letzte Beisetzung erfolge über vier Jahre nach Kriegsende am 6. Dezember 1949.

## Nachkriegszeit

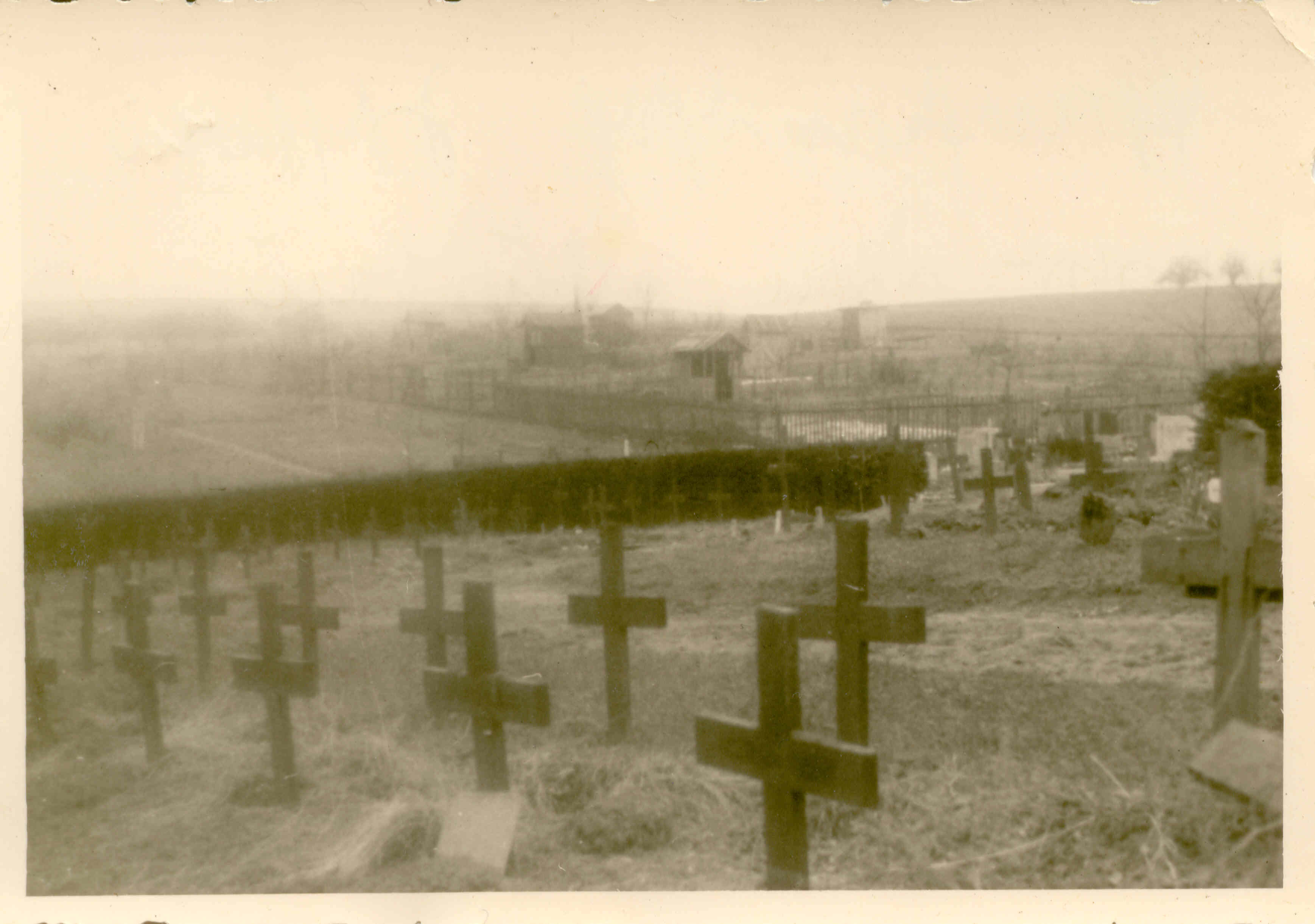
Kriegsgräberstätte Idstein vor der Umgestaltung 1956

Nach dem Krieg errichtete der Volksbund Deutsche Kriegsgräberfürsorge nicht nur große Kriegsgräberstätten, sondern förderte auch kleinere Gedenkstätten auf kommunalen Friedhöfen. In vielen Orten waren Soldaten bei Gefechten umgekommen und – vor allem in den letzten Kriegstagen – auf den nahegelegenen Friedhöfen beerdigt worden. Um die Pflege der Gräber, die ewiges Bestandsrecht haben, zu erleichtern und den Bestand zu sichern, bettete man Gefallene um und richtete zentrale Gedenkstätten ein.
Auch in Idstein bot sich die Errichtung einer zentralen Kriegsgräberstätte an, da hier viele Tote aus den Lazaretten beigesetzt waren. Die Stadt Idstein hatte sich bereits 1947 wegen des Ausbaus des Ehrenteils auf dem städtischen Friedhof an den Volksbund gewandt. Die Bundesbauleitung hatte daraufhin im Jahre 1949 einen Ausgestaltungsplan angefertigt, der jedoch von den Stadtverordneten abgelehnt wurde.
Die Begründung für die Ablehnung durch die Stadt Idstein lautete, dass der Abschluss gegenüber den zivilen Gräbern nicht gewünscht sei. „Seitdem ist viel Papierkrieg in der Angelegenheit geführt worden, und die Stadt Idstein hat daraufhin, nachdem zweimal die Verlegung der Toten auf andere Ehrenstätten vorgesehen war, im Jahre 1955 einen eigenen Ausgestaltungsplan angefertigt.“. Die Gedenkstätte sollte einen separaten Zugang erhalten, eine Verbindung zum zivilen Friedhof war nicht vorgesehen.
Die Errichtung des „Ehrenfeldes“ – wie es seinerzeit genannt wurde – war mit 30.000 DM veranschlagt. Das Bundesinnenministerium, das für die Finanzierung zuständig war, strich davon 20.000 DM. Unter anderem wollte es eine Begründung, weshalb auch (zunächst) vier Tote des Ersten Weltkrieges auf das Ehrenfeld umgebettet werden sollten. ORR Hofmann – zuständiger Dezernent im hessischen Innenministerium – sprach diesbezüglich am 23. November 1955 in Bonn vor und protestierte gegen die Streichung.
Für den Fall, dass Hoffmanns Protest nichts bewirkt hätte, wollte man MdB Gottfried Leonhard einschalten. Der Pforzheimer Bundestagsabgeordnete – ein Freund des auf der Idsteiner Kriegsgräberstätte bestatteten Albert Hammans – setzte sich stark für den Bau des Ehrenfeldes ein.
All diese Umstände zögerten die Gestaltung des Ehrenfeldes hinaus.

## Umbettungsarbeiten

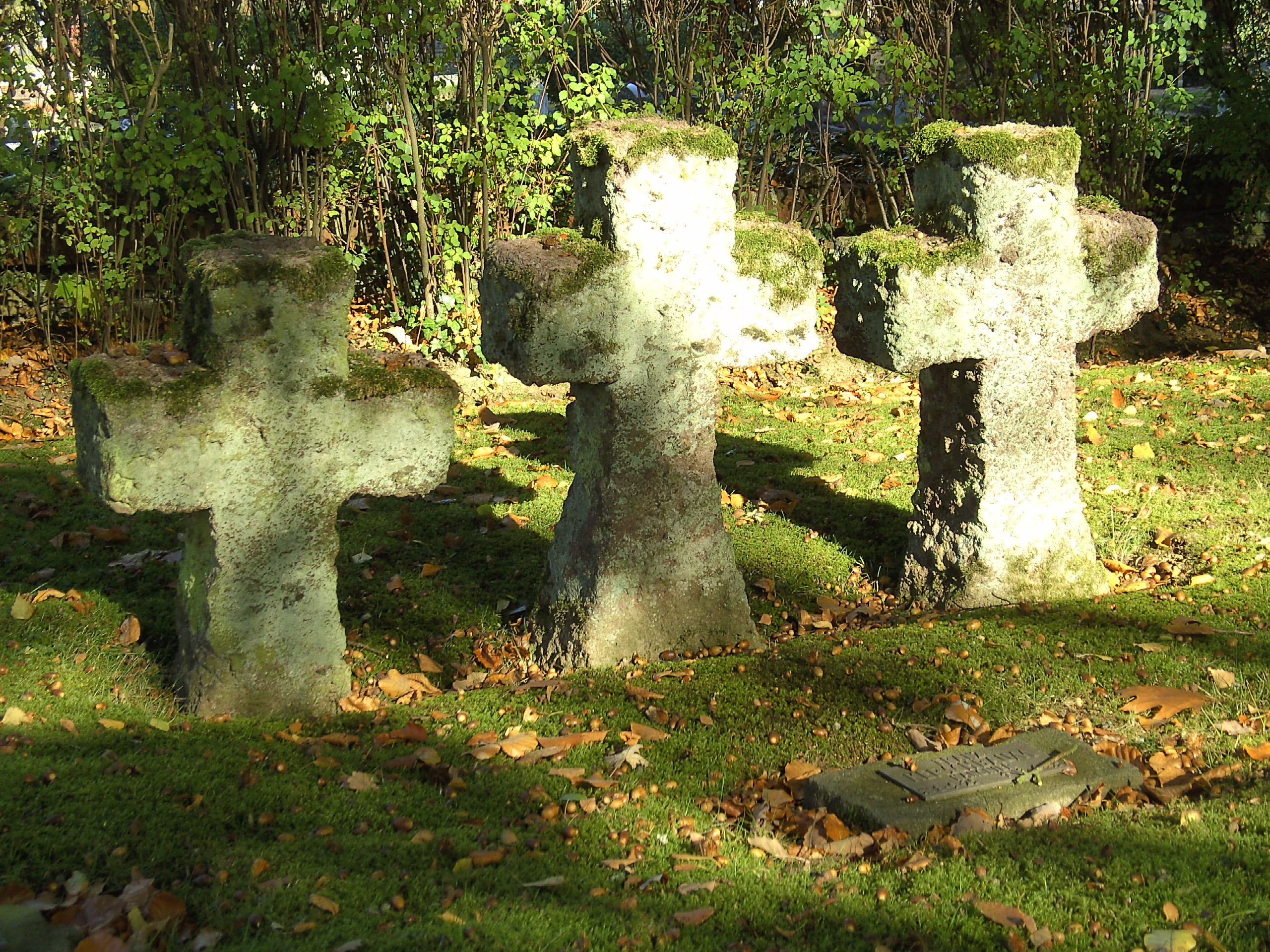
Kreuzgruppe auf der Kriegsgräberstätte

Im Januar 1956 begann schließlich die Umbettung der Toten. Die letzte Umbettung nach Idstein erfolgte 1959. Insgesamt wurden von außerhalb 25 Tote des Zweiten Weltkrieges und fünf Tote des Ersten Weltkrieges aus dem gesamten Untertaunuskreis (heute Teil des Rheingau-Taunus-Kreises) nach Idstein umgebettet.

## Gestaltung
Die Kriegsgräberstätte Idstein ist in der bis Ende der 1950er Jahre üblichen Art eines „Naturdoms“ angelegt. Dieser entfaltet seine Wirkung erst nach einigen Jahren, wenn die Bepflanzung entsprechend gewachsen ist. Zur Bepflanzung verwendete man Eichen, diese nahmen Bezug auf die heiligen Haine der Germanen. Auf Einzelkreuze verzichtete man, stattdessen wurden die Gräber mit Gedenktafeln versehen. Damit soll weniger der einzelne Soldat im Mittelpunkt stehen als mehr die Gemeinschaft der Kameraden. In der Mitte der Anlage findet sich ein Hochkreuz. Dieses symbolisiert den Offizier vor seinen angetretenen Soldaten.

## Gedenkinschrift
Anders als nach dem Ersten Weltkrieg war den Menschen nicht nach heroischen Worten zu Mute. So entschied man sich für die Worte: „An den Gräbern in der Heimat gedenken wir jener die in fremder Erde ruhen.“ Die Jahreszahlen 1914–1918 und 1939–1945 sollten verdeutlichen, dass es sich um eine Gedenkstätte für die Toten der beiden Weltkriege handelt. Zur Inschrift erläutert die Presse: „Weil wir den im Osten Gefallenen keine Ehrenstätte errichten können, hat der Volksbund beschlossen, auf allen bestehenden und noch entstehenden Soldatenfriedhöfen im Bundesgebiet ein symbolisches Mal zu setzen. Eine Inschrift soll die Erinnerung an die Gefallenen im Osten wachhalten, zugleich aber den Angehörigen der Ostgefallenen auch die Möglichkeit geben, dort ihrer Toten still zu gedenken. Die erste Inschrift dieser Art wurde in Idstein angebracht.“. Der Schriftzug befindet sich links vom Hochkreuz.

## Einweihung
Am 23. Juni 1957 erfolgte die Einweihung der Kriegsgräberstätte in Idstein. Sowohl das Informationsblatt „Kriegsgräberfürsorge“ des Volksbundes Deutsche Kriegsgräberfürsorge (heute „frieden“) als auch die Idsteiner Zeitung berichteten darüber. Mehr als zweitausend Menschen aus „dem Bundesgebiet, aus Mitteldeutschland, aus der Schweiz und Österreich“ nahmen an der Einweihung teil.
In den Folgejahren übernahmen Schulklassen die regelmäßige Pflege des Friedhofes. Noch im Dezember 1964 schreibt der Volksbund einem Angehörigen: „[…] dass wir uns bemühen werden, wieder eine Schule in Idstein für die Pflege im kommenden Jahr zu gewinnen. Dabei ist es nicht nur wichtig, dass Schulkinder Blumen zu den Gräbern bringen, sondern dass nach dem Verwelken der Blumen die leeren Steckvasen, die die Stadt zu diesem Zweck angeschafft hat, weggeräumt werden, für den Fall dass eine blumenarme Zeit eintritt.“

## Gedenktafel

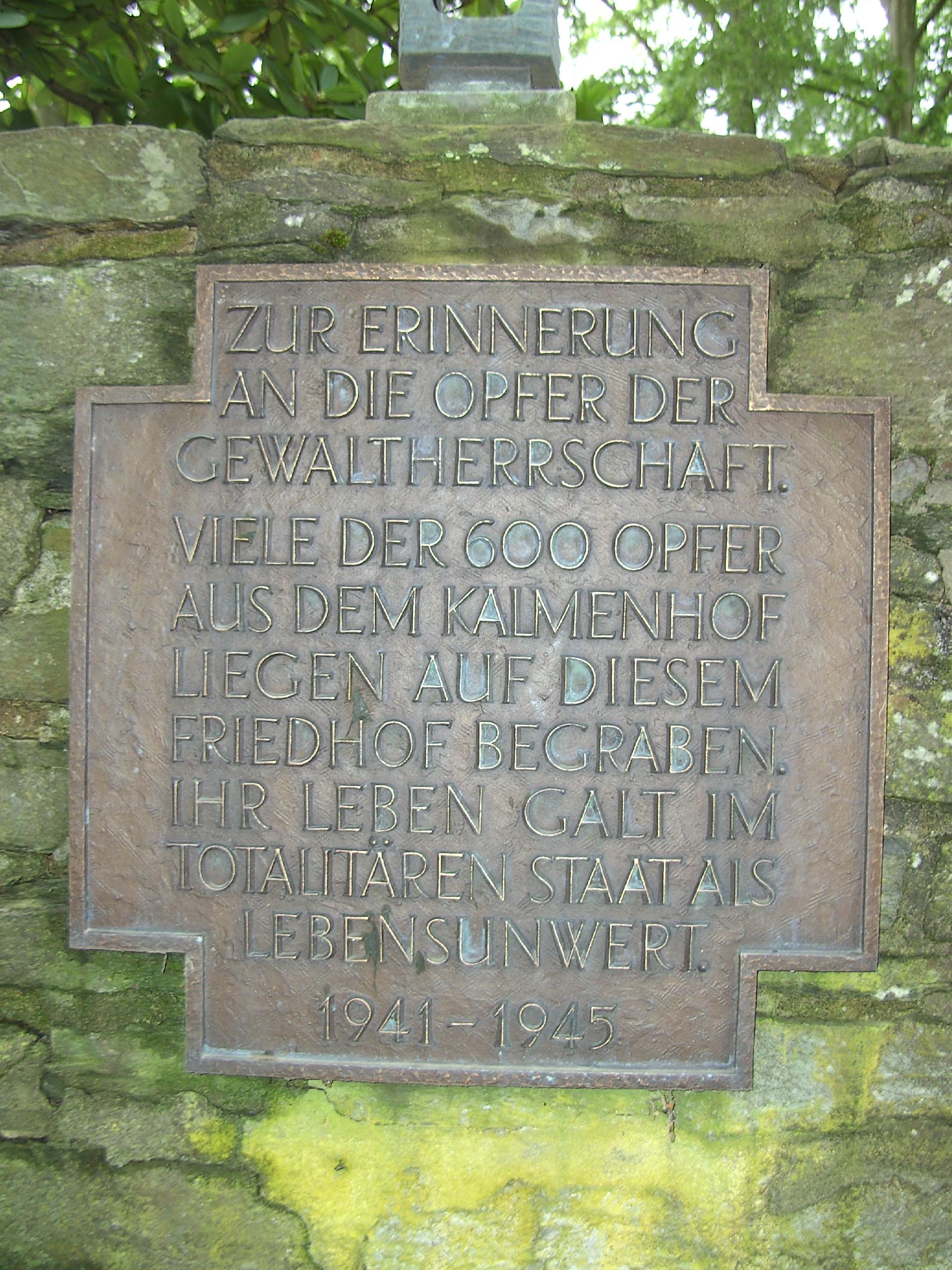
Gedenkplatte für die Euthanasieopfer des Kalmenhof

Im Jahr 1987 wurde an einer Mauer der Kriegsgräberstätte eine Gedenktafel für die Opfer der nationalsozialistischen Euthanasie-Morde des Kalmenhofes angebracht.

## Aktuelles
Im Jahr 1998 übernahm die Reservistenkameradschaft Idstein die Pflege der Kriegsgräberstätte. 2006 begannen heimatkundliche Forschungen zur Geschichte der Kriegsgräberstätte sowie den dort bestatteten Menschen. Stand 2025 besteht Kontakt zu den Angehörigen von 76 Toten. Seit 2012 bietet die Tourist-Info Idstein offizielle Führungen über das Gräberfeld an.